# C-BIOS

Стартовый экран C-BIOS версии 0.21, работающего на компьютере MSX2 в эмуляторе blueMSX

C-BIOS — альтернативный BIOS с открытым исходным кодом для эмуляторов бытовых компьютеров стандарта MSX. Распространяется под лицензией BSD. Текущая версия — 0.29, выпущена 23 сентября 2018 года.

## Описание
C-BIOS разработан для решения проблемы легальности эмуляции компьютеров стандарта MSX. Для работы программного обеспечения, предназначенного для этих компьютеров, требуется наличие оригинального кода BIOS, нелегальное распространение и использование которого является нарушением авторского права.
Проект был начат в 2002 году и изначально поддерживался одним человеком, BouKiCHi. Впоследствии к работе над проектом присоединились другие энтузиасты платформы MSX. Целью проекта являлось создание BIOS, программно совместимого с оригинальным BIOS MSX, и предназначенного специально для использования в эмуляторах MSX. При помощи C-BIOS становится возможным запуск программного обеспечения без использования оригинального BIOS. Так как C-BIOS распространяется свободно, стало возможным включать его в состав дистрибутивов эмуляторов MSX. В настоящий момент он поставляется вместе с эмуляторами blueMSX, openMSX, RuMSX.
C-BIOS поддерживает компьютеры стандартов MSX1, MSX2, и MSX2+. На данный момент он позволяет запускать только программное обеспечение, распространявшееся на картриджах (в виде образов ПЗУ картриджей). Также C-BIOS не обеспечивает полной совместимости со всем существующим ПО, но процент работоспособных программ достаточно высокий. Дальнейшие планы разработчиков, помимо улучшения совместимости, включают создание альтернативного Disk ROM (ПЗУ, содержащее программное обеспечение контроллера дисковода), и альтернативного интерпретатора языка Бейсик, совместимого с MSX BASIC.
Нужно отметить, что C-BIOS не снимает вопросов легальности самого запускаемого программного обеспечения, и предназначен только для обеспечения работоспособности эмуляторов MSX без использования оригинального кода BIOS.